# Liste der Naturschutzgebiete in der Städteregion Aachen
Die Liste der Naturschutzgebiete in der Städteregion Aachen enthält die Naturschutzgebiete in der Städteregion Aachen in Nordrhein-Westfalen. Laut Auskunft der Nationalparkverwaltung bestehen die im Nationalpark Eifel liegenden Naturschutzgebiete im Bereich Simmerath und Monschau weiterhin als rechtskräftige Gebiete. Der Nationalpark mit seinen Regelungen der Nationalpark-Verordnung ist übergelagert. Inhaltlich widersprechen sich Naturschutzgebietsregelungen wie Schutzzwecke, -ziele und Ge-/ Verbote nicht mit den Festsetzungen des Nationalparks.

## Liste
| Schlüsselnr. | Gemeinde             | Gebietsname                                                                                     | Fläche in ha | Bild |
| ------------ | -------------------- | ----------------------------------------------------------------------------------------------- | ------------ | ---- |
| ACS-001      | Aachen               | Klauserwäldchen – Frankenwäldchen                                                               | 20,3111      |      |
| ACS-002      | Aachen               | Orsbacher Wald                                                                                  | 20,8676      |      |
| ACS-003      | Aachen               | Schneeberg                                                                                      | 15,5050      |      |
| ACS-004      | Aachen               | Seffent mit Wilkensberg                                                                         | 15,2323      |      |
| ACS-005      | Aachen               | Bildchen                                                                                        | 4,7207       |      |
| ACS-006      | Aachen               | Walheim                                                                                         | 25,4198      |      |
| ACS-007      | Aachen               | Oberlauf der Inde im Münsterwald                                                                | 29,5974      |      |
| ACS-008      | Aachen               | Mönchsfelsen                                                                                    | 4,5911       |      |
| ACS-009      | Aachen               | Freyenter Wald                                                                                  | 8,1704       |      |
| ACS-010      | Aachen               | Schmithof                                                                                       | 4,8817       |      |
| ACS-011      | Aachen               | Indetal                                                                                         | 131,9964     |      |
| ACS-012      | Aachen               | Brander Wald                                                                                    | 165,2914     |      |
| ACK-005      | Alsdorf              | Unteres Broichbachtal südlich Noppenberg                                                        | 51,4496      |      |
| ACK-024      | Alsdorf              | Mittleres Broichbachtal zwischen Broicher Siedlung und Ofden                                    | 27,1816      |      |
| ACK-025      | Alsdorf              | Quellgebiet Broichbach mit Schwalbennistwand westlich Broicher Siedlung, nördlich Broich        | 7,8454       |      |
| ACK-038      | Alsdorf              | nordwestlich Ofden                                                                              | 1,3243       |      |
| ACK-099      | Alsdorf              | Bergehalden Noppenberg und Nordstern                                                            | 100,6553     |      |
| ACK-100      | Alsdorf              | Bergehalde Anna II                                                                              | 35,5294      |      |
| ACK-101      | Alsdorf              | Bergehalde Maria-Hauptschacht                                                                   | 31,5198      |      |
| ACK-102      | Alsdorf              | Bergehalde Jaspersberg                                                                          | 10,6114      |      |
| ACK-103      | Baesweiler           | Bergehalde Carl-Alexander                                                                       | 51,5748      |      |
| ACK-028      | Eschweiler           | Bergbauwüstungszone im Eschweiler Wald                                                          | 74,8994      |      |
| ACK-029      | Eschweiler           | Im Korkus                                                                                       | 5,2084       |      |
| ACK-031      | Eschweiler           | Hastenrather Kalksteinbrüche – Albertsgrube                                                     | 14,1995      |      |
| ACK-034      | Eschweiler           | Heidegebiet Steinfurt                                                                           | 19,8356      |      |
| ACK-005      | Herzogenrath         | Unteres Broichbachtal südlich Noppenberg                                                        | 51,4496      |      |
| ACK-021      | Herzogenrath         | Wurmtal südlich Herzogenrath, einschließlich Meisbach, Würselen                                 | 548,7930     |      |
| ACK-022      | Herzogenrath         | westlich Bank                                                                                   | 2,1084       |      |
| ACK-023      | Herzogenrath         | Laub- und Auenwaldgebiet bei Herzogenrath westlich Pannesheide im Amstelbachtal                 | 10,0790      |      |
| ACK-091      | Herzogenrath         | Ehemalige Braunkohlentagebau bzw. ehemalige Deponie Maria-Theresia westlich Herzogenrath        | 42,0053      |      |
| ACK-094      | Herzogenrath         | Wurmtal nördlich Herzogenrath                                                                   | 76,8942      |      |
| ACK-095      | Herzogenrath         | Rimburger Busch und Kanualbusch                                                                 | 24,4750      |      |
| ACK-096      | Herzogenrath         | Ehemalige Braunkohle-Abgrabung Ottilie                                                          | 20,7451      |      |
| ACK-097      | Herzogenrath         | Naturpark Worm-Wildnis                                                                          | 8,5254       |      |
| ACK-098      | Herzogenrath         | Übachtal nördlich Merkstein einschließlich Heidberg und Flösser Büschchen                       | 23,2979      |      |
| ACK-099      | Herzogenrath         | Bergehalden Noppenberg und Nordstern                                                            | 100,6553     |      |
| ACK-002      | Monschau             | Oberes Rurtal mit den Felsbildungen der Ehrensteinley                                           | 163,2169     |      |
| ACK-004      | Monschau             | Perlenbach-Fuhrtsbachtal-Talsystem                                                              | 339,5186     |      |
| ACK-006      | Monschau             | Bachtäler im Truppenübungsplatz Vogelsang                                                       | 138,2812     |      |
| ACK-044      | Monschau             | Ermesbachtal                                                                                    | 17,1545      |      |
| ACK-045      | Monschau             | Vennhochfläche bei Mützenich                                                                    | 33,5811      |      |
| ACK-046      | Monschau             | Klüserbachtal und Schwarzbachtal                                                                | 11,5485      |      |
| ACK-047      | Monschau             | Breitenbachtal                                                                                  | 13,7820      |      |
| ACK-048      | Monschau             | Kleines Laufenbachtal                                                                           | 12,7875      |      |
| ACK-049      | Monschau             | Unteres Perlenbachtal mit den Felsbildungen der Teufelsley, Engelsley, Bromelsley und Pferdeley | 59,9979      |      |
| ACK-050      | Monschau             | Feuerbach-Laufenbachtal                                                                         | 64,3758      |      |
| ACK-051      | Monschau             | Mittleres Rurtal mit den Felsbildungen der Perdsley und Wiselsley                               | 133,9179     |      |
| ACK-052      | Monschau             | Kluckbachtal                                                                                    | 113,2809     |      |
| ACK-053      | Monschau             | Brückborn/Kranzbruch                                                                            | 43,9245      |      |
| ACK-054      | Monschau             | Belgenbachtal                                                                                   | 24,4127      |      |
| ACK-055      | Monschau             | Holderbachtal, Dürholderbachtal                                                                 | 187,6539     |      |
| ACK-056      | Monschau             | Riffelsbachtal                                                                                  | 35,9532      |      |
| ACK-057      | Monschau             | Püngelbachtal                                                                                   | 13,6588      |      |
| ACK-058      | Monschau             | Wüstebachtal                                                                                    | 83,3552      |      |
| ACK-059      | Monschau             | Buchenwald am Letgenbruch                                                                       | 6,5989       |      |
| ACK-060      | Monschau             | Brettner Hof                                                                                    | 15,7816      |      |
| ACK-061      | Monschau             | Kalltal                                                                                         | 54,3251      |      |
| ACK-009      | Roetgen              | Hoscheider Venn mit Quellgebieten des Dreiläger- und Schleebaches                               | 196,3587     |      |
| ACK-020      | Roetgen              | Struffelt                                                                                       | 117,0878     |      |
| ACK-109      | Roetgen              | Vichtbachtal mit Grölis-, Schlee- und Lensbach                                                  | 158,2974     |      |
| ACK-110      | Roetgen              | Zweifaller und Rotter Wald                                                                      | 2659,0904    |      |
| ACK-117      | Roetgen              | Rommerich                                                                                       | 3,3767       |      |
| ACK-118      | Roetgen              | Dreilägerbach mit Vorbecken und Steinbach                                                       | 91,5153      |      |
| ACK-119      | Roetgen              | Roetgenbach                                                                                     | 10,9116      |      |
| ACK-120      | Roetgen              | Rote Kouhl                                                                                      | 4,2063       |      |
| ACK-121      | Roetgen              | Weser                                                                                           | 40,5672      |      |
| ACK-001      | Simmerath            | Wollerscheider Venn                                                                             | 41,8859      |      |
| ACK-018      | Simmerath            | Kämpchen                                                                                        | 21,3610      |      |
| ACK-019K1    | Simmerath            | Steinbruch Kallbrück und Peterbach (ACK)                                                        | 4,4039       |      |
| ACK-042      | Simmerath            | Kranzbruch-Venn                                                                                 | 1,2224       |      |
| ACK-043      | Simmerath            | Buchenwald Dedenborn                                                                            | 539,3003     |      |
| ACK-062      | Simmerath            | Alte Hahner Straße                                                                              | 45,3334      |      |
| ACK-063      | Simmerath            | Laubwald am Hasselbachgraben                                                                    | 287,6696     |      |
| ACK-064      | Simmerath            | Wollerscheider Wald                                                                             | 42,8848      |      |
| ACK-065      | Simmerath            | Wollerscheider Wiesen                                                                           | 8,8653       |      |
| ACK-066      | Simmerath            | Kelzer- und Saarscher Bachtal                                                                   | 46,3762      |      |
| ACK-067      | Simmerath            | Lenzbach                                                                                        | 11,5425      |      |
| ACK-068      | Simmerath            | Rurtal mit den Felsbildungen der Uhusley                                                        | 269,6355     |      |
| ACK-069      | Simmerath            | Erkensruhrtal mit Nebenbächen und Felsen am Oberseeufer                                         | 40,6669      |      |
| ACK-070      | Simmerath            | Ostufer des Obersees mit Felshängen                                                             | 111,5050     |      |
| ACK-071      | Simmerath            | Eiserbachtal mit Nebenbächen                                                                    | 67,8903      |      |
| ACK-072      | Simmerath            | Weidenbachtal mit Nebenbächen bis zum Rurseeufer                                                | 114,0907     |      |
| ACK-073      | Simmerath            | Wolfs- und Wollebachtal                                                                         | 48,6769      |      |
| ACK-074      | Simmerath            | Senkelbachquellen                                                                               | 2,8028       |      |
| ACK-075      | Simmerath            | Klafter- und Fringsklafterbachtal                                                               | 7,7724       |      |
| ACK-076      | Simmerath            | Tiefenbachtal bei Rollesbroich mit Nebenbächen                                                  | 41,3737      |      |
| ACK-077      | Simmerath            | Mittleres Kalltal                                                                               | 42,1782      |      |
| ACK-078      | Simmerath            | Quellwiesen Steckelbüchel                                                                       | 8,1376       |      |
| ACK-079      | Simmerath            | Belgenbachtal mit Seilfertsief, Drossel- und Holzbachtal                                        | 53,6424      |      |
| ACK-080      | Simmerath            | Brombachtal und Brommersbachtal mit Nebenbach                                                   | 107,2912     |      |
| ACK-081      | Simmerath            | Peterbachquellgebiet                                                                            | 30,3607      |      |
| ACK-082      | Simmerath            | Paustenbacher Venn                                                                              | 49,0783      |      |
| ACK-083      | Simmerath            | Riffelsbachtal                                                                                  | 25,9713      |      |
| ACK-084      | Simmerath            | Oberes Kalltal mit Nebenbächen                                                                  | 134,8483     |      |
| ACK-085      | Simmerath            | Kranzbach und Kranzbruchvenn                                                                    | 32,8         |      |
| ACK-086      | Simmerath            | Tiefenbachtal bei Simmerath mit Nebenbächen                                                     | 164,1775     |      |
| ACK-087      | Simmerath            | Schluchtwald Kalltal                                                                            | 51,3115      |      |
| ACK-088      | Simmerath            | Schilsbachtal mit Nebenbächen und Hangwäldern am Rursee                                         | 233,3335     |      |
| ACK-089      | Simmerath            | Donnerbruch                                                                                     | 4,6182       |      |
| ACK-003      | Stolberg (Rheinland) | Werther Heide und Napoleonsweg                                                                  | 18,2973      |      |
| ACK-007      | Stolberg (Rheinland) | Auf der Rüst                                                                                    | 19,4826      |      |
| ACK-008      | Stolberg (Rheinland) | Hammerberg                                                                                      | 33,7508      |      |
| ACK-010      | Stolberg (Rheinland) | Steinbruchbereich Brockenberg                                                                   | 33,2233      |      |
| ACK-011      | Stolberg (Rheinland) | Schlangenberg                                                                                   | 123,6860     |      |
| ACK-012      | Stolberg (Rheinland) | Schomet                                                                                         | 12,8107      |      |
| ACK-013      | Stolberg (Rheinland) | Steinbruchbereiche bei Bernhards- und Binsfeldhammer                                            | 84,2113      |      |
| ACK-014      | Stolberg (Rheinland) | Saubachtal-Lehmsiefen nördlicher Teilbereich                                                    | 19,1223      |      |
| ACK-015      | Stolberg (Rheinland) | Münsterbusch zwischen Hamm und Haumühle                                                         | 103,4298     |      |
| ACK-016      | Stolberg (Rheinland) | Rotenbruchbach und Kannenhau                                                                    | 21,4744      |      |
| ACK-017      | Stolberg (Rheinland) | Steinbruchbereich Bärenstein                                                                    | 29,5337      |      |
| ACK-026K1    | Stolberg (Rheinland) | Roter Wehebach mit Nebenbächen                                                                  | 93,0919      |      |
| ACK-027      | Stolberg (Rheinland) | Saubachtal-Lehmsief südlicher Teilbereich                                                       | 7,7238       |      |
| ACK-030      | Stolberg (Rheinland) | Werschsiefen                                                                                    | 3,6430       |      |
| ACK-032      | Stolberg (Rheinland) | Tatternsteine mit Talaue                                                                        | 4,1435       |      |
| ACK-033      | Stolberg (Rheinland) | Derichsheck                                                                                     | 8,3016       |      |
| ACK-035      | Stolberg (Rheinland) | Mausbachtal                                                                                     | 9,7899       |      |
| ACK-036      | Stolberg (Rheinland) | Fischbachtal und Unterster Fischbach                                                            | 5,8999       |      |
| ACK-037      | Stolberg (Rheinland) | Oberlauf des Omerbaches                                                                         | 55,2267      |      |
| ACK-039      | Stolberg (Rheinland) | Horstbend – Mausbachquelle                                                                      | 4,2070       |      |
| ACK-040      | Stolberg (Rheinland) | Wiesenstraße – Donnerberg – Blankenberg                                                         | 12,4481      |      |
| ACK-041      | Stolberg (Rheinland) | Klüttgenswiese                                                                                  | 2,3891       |      |
| ACK-093      | Stolberg (Rheinland) | Lamersiefen                                                                                     | 5,5553       |      |
| ACK-104      | Stolberg (Rheinland) | Hohle Schell                                                                                    | 5,2563       |      |
| ACK-105      | Stolberg (Rheinland) | Reiherkolonie Schevenhütte                                                                      | 1,6393       |      |
| ACK-106      | Stolberg (Rheinland) | Hüttsiefen                                                                                      | 23,7051      |      |
| ACK-107      | Stolberg (Rheinland) | Großer und Kleiner Kranzberg                                                                    | 15,3934      |      |
| ACK-108      | Stolberg (Rheinland) | Kluckenstein                                                                                    | 3,2152       |      |
| ACK-109      | Stolberg (Rheinland) | Vichtbachtal mit Grölis-, Schlee- und Lensbach                                                  | 158,2974     |      |
| ACK-110      | Stolberg (Rheinland) | Zweifaller und Rotter Wald                                                                      | 2659,0904    |      |
| ACK-111      | Stolberg (Rheinland) | Rothsiefen                                                                                      | 12,9838      |      |
| ACK-112      | Stolberg (Rheinland) | Jammetsbach                                                                                     | 9,6660       |      |
| ACK-113      | Stolberg (Rheinland) | Ströhbend und Wäldchen nordöstlich von Hahn                                                     | 4,6278       |      |
| ACK-114      | Stolberg (Rheinland) | Jägersfahrter Fischbachtal                                                                      | 17,4631      |      |
| ACK-115      | Stolberg (Rheinland) | Bennebusch und Lindbusch                                                                        | 11,9133      |      |
| ACK-116      | Stolberg (Rheinland) | Solchbachtal mit Hassel- und Gieschbach                                                         | 19,7090      |      |
| ACK-021      | Würselen             | Wurmtal südlich Herzogenrath, einschließlich Meisbach, Würselen                                 | 548,7930     |      |
| ACK-090      | Würselen             | Industriebrache Morsbacher Heide, Würselen                                                      | 3,0698       |      |
| ACK-091      | Würselen             | Ehemalige Braunkohlentagebau bzw. ehemalige Deponie Maria-Theresia westlich Herzogenrath        | 42,0053      |      |